# Louis André Jordan
Louis André Jordan (geb. 22. August 1755 in Berlin; gest. 1834 in Paris) war ein deutsch-französischer Textil-Unternehmer und Bankier in Colmar, Paris und Augsburg.

## Familie
Louis André Jordan gehörte einer aus der Dauphiné im Südosten Frankreichs stammenden Hugenottenfamilie an. Sein Großvater, Charles Jordan, der älteste Sohn eines in die Schweiz geflohenen Pfarrers, war 1689 nach Berlin gekommen. Der hier behandelte Louis André Jordan (1755–1834) war ein Sohn des Berliner Bankiers und Kaufmanns André Jordan (1708–1778) und dessen zweiter Ehefrau Rachel, geb. Collin (1713–1782).

## Lebensweg

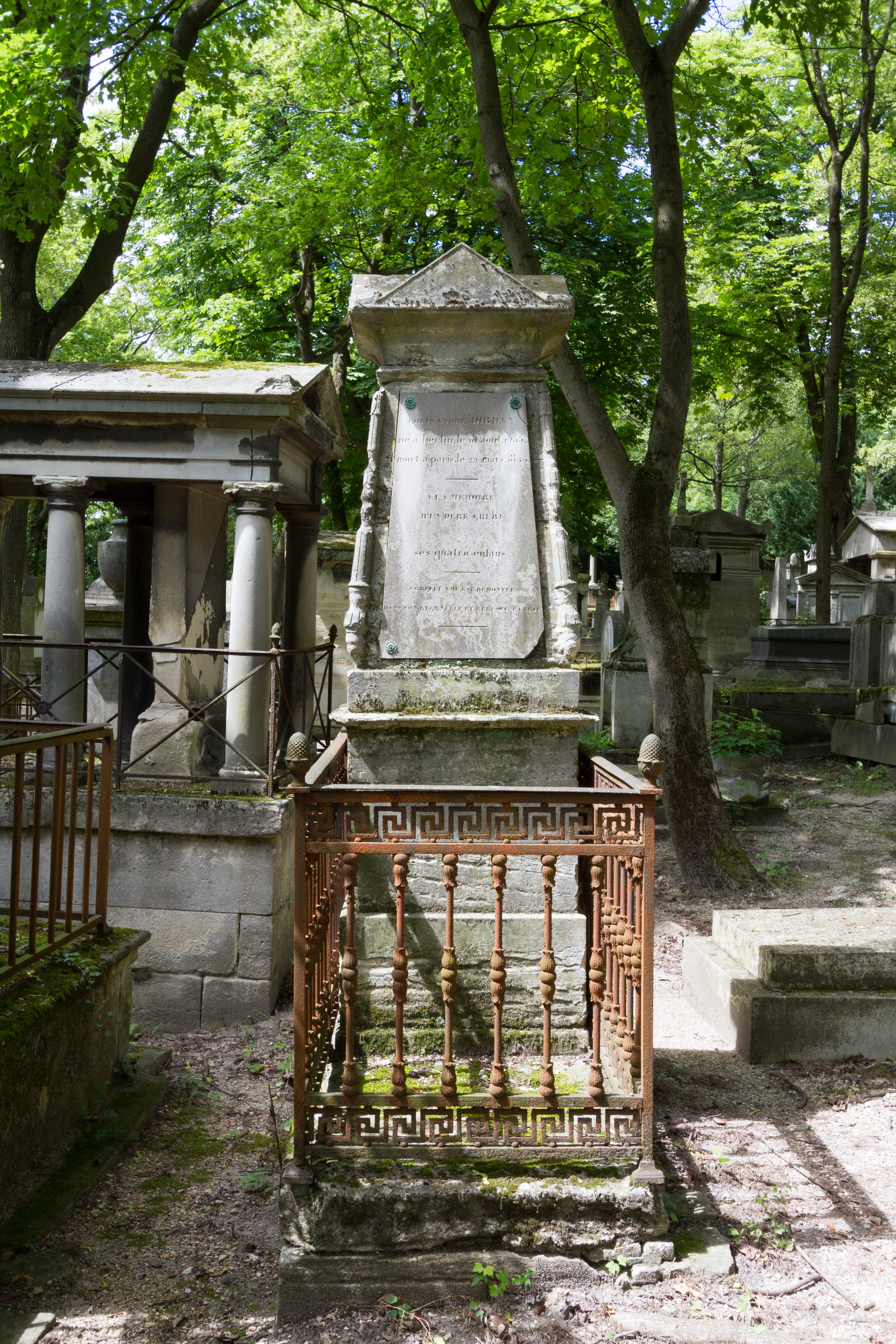
Grabstein Louis André Jordan (1755–1834), Paris, Père-Lachaise, Division 28

Wann genau der in Berlin geborene Jordan nach Frankreich auswanderte, ist nicht bekannt. Er war seit Mitte der 1770er Jahre Bankier in Paris.
Louis André Jordan heiratete am 25. November 1782 in Colmar Marie Madeleine Haussmann (geb. 28. März 1763 in Colmar, gest. 24. Oktober 1806 in Versailles), eine Tochter des elsässischen Apothekers Christian Haussmann und seiner Ehefrau Marguerite Barbe Buob, und Schwester des Textilfabrikanten Johann Michael Haussmann (1749–1824). Aus der Ehe von Louis André Jordan mit Marie Madeleine Haussmann gingen vier Kinder hervor:
1. Betzi,
2. Louise,
3. Louis (er starb bereits im Kindesalter) und
4. Edouard Jordan.[5]

1777 oder 1778 trat Jordan in die Firma Haussmann, Emerich, Jordan & Cie. seines Schwagers Johann Michael Haussmann ein, die eine große Textilmanufaktur für bedruckte Leinwand in Logelbach bei Colmar betrieb.
Jordan erhielt im Jahr 1784 ein Bürgerrechtsschreiben, mit dem er sich endgültig in Frankreich niederlassen konnte.
Ab etwa 1800 war Louis André Jordan Teilhaber des Bankhauses Geyler, Jordan & Cie., das er zusammen mit Charles Geyler (geb. 1764 in Ribeauvillé) führte. Louis André Jordan blieb bis zu seinem Bankrott im Jahr 1803 Bankpartner des Elsässers Charles Geyler.
Louis André Jordans Ehefrau Madeleine Haussmann starb 1806 in Paris. Er selbst war zuletzt Geschäftsführer der Textilfabrik Haussmann in Logelbach, die er zusammen mit seinem Neffen, Charles-Ferdinand Hirn (1810–1879), führte.
Louis André Jordan starb 1834 in Paris im Alter von etwa 79 Jahren. Er wurde auf dem Pariser Friedhof Père-Lachaise bestattet.